# Paradujardinia halicoris
Paradujardinia halicoris ist eine Art der Spulwürmer, die im Magen von Seekühen vorkommt. Sie ist der einzige Vertreter der Gattung Paradujardinia, die nach Hodda zu den Toxocarinae zählt, nach anderer Auffassung zu den Heterocheilinae.

## Merkmale
Merkmale der Gattung sind das Fehlen einer gezahnten Leiste an den Lippen, der mit einem kleinen kugelförmigen Ventriculus versehene Ösophagus und dass der Blinddarm deutlich dünner als der Ösophagus ist.
Paradujardinia halicoris sind lange schmale Würmer mit einer dicken Kutikula mit deutlicher Querstreifung über den gesamten Körper. Männchen sind 10,6 bis 16 cm lang und 2,5 bis 3,5 mm dick, Weibchen 12 bis 15 cm lang und 3,5 bis 4 mm dick. Zu den drei Lippen gesellen sich dreieckige Zwischenlippen. Die Oberlippe trägt seitlich ein Papillenpaar. Bauchseitig liegen ebenfalls ein Papillenpaar und die kaum sichtbaren Amphiden. Der Ösophagus ist zylindrisch und bei Männchen 14 bis 16,5, bei Weibchen 15,5 bis 18 mm lang. Er führt in den 0,5 mm großen Ventriculus. Der lange dünne Darm mündet bei Weibchen bauchseitig, bei Männchen zusammen mit dem Samenleiter als Kloake in Form eines querverlaufenden Schlitzes 0,2 mm vor dem Hinterende. Vor der Kloake liegen vier Paare sessiler Papillen, hinzu kommen zwei Paare hinter der Kloake und zwei nahe der Schwanzspitze. Die beiden Spicula sind 0,25 mm lang. Das vordere Ovar liegt in Höhe des Ventriculus, verläuft links des Darms nach hinten und geht 2 mm vor der Vulva in den Oviduct über. Das hintere Ovar liegt 3,8 cm vor dem Hinterende, läuft gewunden links des Darms nach vorn und geht ebenfalls 2 mm vor der Vulva in den Oviduct über. Die Vulva liegt 5 cm hinter dem Vorderende, also etwa am Übergang vom ersten zum zweiten Körperdrittel. Die Eier sind 132 × 117 µm groß und haben eine raue Schale.